# Luci Virgini
Luci Virgini (llatí: Lucius Virginius) va ser un militar romà que va viure al segle v aC i formava part de la gens Virgínia.
Era centurió i servia amb l'exèrcit romà al mont Àlgid. Va ser advertit per uns amics dels plans del decemvir Api Claudi Cras contra la seva filla Virgínia i va tornar a Roma, tot i l'assaig de Claudi de detenir-lo abans de sortir del campament.
L'endemà es va presentar davant del tribunal amb la seva filla i demanant l'ajuda dels seus amics. Luci Icili, el promès de la noia, demanava justícia. Però Api Claudi, que el que pretenia era satisfer la seva luxúria, va entrar a presidir el tribunal amb arrogància i rodejat de nombrosos clients. Va dictaminar que la noia fos considerada esclava i portada a la seva pròpia casa, però quan van voler agafar-la el poble ho va impedir. Api Claudi va ordenar als lictors que expulsessin la gent i van sortir els clients armats per ajudar-los en l'expulsió. Tothom es va retirar i van deixar sols Virgini i la seva filla davant del tribunal. El pare va demanar al decemvir poder-hi parlar un moment en privat, i va aconseguir retirar a un costat del Fòrum, que era on se celebrava el judici. Luci Virgili va agafar un ganivet de carnisser d'una de les parades i va matar la seva filla dient: "No m'és possible mantenir-te lliure". Api Claudi va voler detenir-lo però la multitud li va donar pas, va córrer cap a la porta de la ciutat i es va refugiar al seu campament.
Tant el campament com la ciutat es van aixecar contra els decemvirs, que van ser privats del seu poder i es va restaurar l'antiga forma de govern. Virgili va ser escollit tribú de la plebs immediatament (449 aC). Segons les seves ordres, Api Claudi va ser portat a la presó en espera de judici, però allà va posar fi a la seva pròpia vida per evitar una mort més ignominiosa.